# Liste der Staatsoberhäupter 853
Übersicht
◄◄ | ◄ | 849 | 850 | 851 | 852 | Liste der Staatsoberhäupter 853 | 854 | 855 | 856 | 857 | ► | ►►

Weitere Ereignisse

## Afrika
- Aghlabiden
  - Emir: Abū ʾl-ʿAbbās Muhammad I. (841–856)
- Idrisiden in Marokko
  - Imam: Yahya I. ibn Muhammad (849–863)
- Rustamiden
  - Imam: Aflah ibn 'Abd al-Wahhab (824–872)

## Asien
- Bagan
  - König: Pyinbya (846–878)

- China
  - Kaiser: Tang Xuanzong (846–859)

- Indien
  - Östliche Chalukya
    - König: Vijayaditya III. (849 – 892)

  - Chola
    - König: Vijayalaya (848–881)

  - Pala
    - König: Vigrahapala I. (850–854)

  - Pallava
    - König: Nirupathungan (850–882)

  - Pandya
    - König: Sirmara Srivallabha (830–862)

  - Pratihara
    - König: Samrat Mihir Bhoja Mahan (836–885)

  - Rashtrakuta
    - König: Amoghavarsha I. (814–878)

- Japan
  - Kaiser: Montoku (850–858)

- Khmer
  - König: Jayavarman III. (850–877)

- Korea
  - Balhae
    - König: Jangjong Hwa (832–858)

  - Silla
    - König: Munseong (839–857)

- Kalifat der Muslime
  - Kalif: al-Mutawakkil 'alā 'llāh (847–861)

- Mataram
  - König: Kayuwangi (850–898)

- Nanzhao
  - König: Meng Quanfengyou (823–859)

- Tao-Klardschetien
  - Kuropalat: Bagrat I. (830–876)

## Europa
- Bulgarien
  - Khan: Boris I. (852–889)

- Byzantinisches Reich
  - Kaiser: Michael III. (842–867)

- England (Heptarchie)
  - East Anglia
    - König: Æthelweard (845–855)

  - Mercia
    - König: Burgred (852–874)

  - Northumbria
    - König: Osberht (849–862)

  - Wessex
    - König: Æthelwulf (839–855)

- Westfrankenreich
  - Kaiser: Karl der Kahle (843–877)
  - Maine
    - Graf: Rorgon II. (849–865)

  - Grafschaft Toulouse
    - Graf: Raimund I. (852–863)

- Ostfrankenreich
  - König: Ludwig der Deutsche (843–876)
  - Sachsen
    - Herzog: Liudolf (ca. 840–866)

- Italien
  - Kirchenstaat
    - Papst: Leo IV. (847–855)

  - Neapel
    - Herzog: Sergius I. (840–864/865)

  - Salerno
    - Fürst: Sico II. (851–853)
    - Fürst: Peter (853)
    - Fürst: Adhemar (853–861)

  - Toskana
    - Herzog: Adalbert I. (846–884)

  - Venedig
    - Doge von Venedig: Pietro Tradonico (836–864)

- Lotharii Regnum
  - Kaiser: Lothar I. (843–855)

- Mährerreich
  - Fürst: Rastislav (846–870)

- Raszien
  - Großžupan: Vlastimir (825–860)

- Schottland
  - Königreich Schottland
    - König: Kenneth I. (843–859)

  - Strathclyde
    - König: Artgal (ca. 840–872)

- Spanien
  - Asturien
    - König: Ordoño I. (850–866)

  - Grafschaft Barcelona
    - Graf: Odalric (852–858)

  - Emirat von Córdoba
    - Emir: Muhammad I. (852–886)

  - Navarra
    - König: García Íñiguez (852–882)

- Wales
  - Gwynedd
    - Fürst: Rhodri der Große (844–878)

  - Powys
    - Fürst: Cyngen ap Cadell (808–854)